# Pétanque-Weltmeisterschaft
Weltmeisterschaften in der Boule-Spielsportart Pétanque werden von der Fédération Internationale de Pétanque et Jeu Provençal (FIPJP) veranstaltet. Es werden Weltmeisterschaften der Männer, der Frauen, der Jugend (U18) und im Mixte ausgetragen.

## Geschichte
Die erste Weltmeisterschaft der Senioren wurde 1959 in Spa Belgien ausgetragen. Die 1958 gegründete FIPJP hatte zur Zeit der ersten Weltmeisterschaft 10 Mitglieder, im August 2023 sind 105 nationale Verbände Mitglied in der FIPJP. Auf der WM wird in der so genannten Königsdisziplin Triplette gespielt. Seit 2000 werden Weltmeisterschaften im Präzisionsschießen (Tir de précision) ausgetragen. 2015 fand erstmals eine Weltmeisterschaft im Tête a Tête statt. Seit 2017 (Gent / Belgien) steht eine „Sammel-WM“ auf dem Kalender der FIPJP, bei der während einer Veranstaltung 5 Titel vergeben werden. Im Damen- und Herreneinzel (Tête-à-tête), im Damen- und Herren-Doublette und im Doublette mixte. Die teilnehmenden Nationen dürfen für diese 5 Wettbewerbe nur jeweils 2 Damen und 2 Herren einsetzen. Frau 1 in der Mannschaft bestreitet das Einzel Frauen und das Frauendoppel, Frau 2 bestreitet das Frauendoppel und das gemischte Doppel. Bei den Männern erfolgt der Einsatz sinngemäß. Bisherige Austragungsorte dieser „Fünfer-Sammel-WM“ waren Gent / Belgien 2017, Almeria / Spanien 2019 und Karlslunde / Dänemark 2022. Davor gab es 2015 ein einziges Mal gesonderte Weltmeisterschaften im Tête-à-tête jeweils für Männer und Frauen in Nizza / Frankreich. Die Sammel-WM nimmt wegen der besonderen Besetzung und der gemeinsamen Austragung eine Sonderrolle ein und wird nicht den Meisterschaften nach Geschlecht zugeordnet, sondern als Geschlechter übergreifendes Gesamtereignis gesehen und eingeordnet.
Die bisher einzige WM in Deutschland fand 1996 in der Essener Grugahalle statt, war jedoch ein finanzielles Minusgeschäft. Die hinterlassenen Kosten führten dazu, dass die deutschen Aktiven im Folgejahr mit einer WM-Absage bei allen Turnierstarts kompensieren mussten.
Auf die Meldeliste der 4. Kombi-WM (1:1, 2:2) 2023 im westafrikanischen Benin stehen nur 34 der 104 startberechtigten FIPJP-Mitgliedsverbände. Top-Länder wie Italien, Belgien, Dänemark, Monaco, Niederlande, Schweden und Schweiz fehlen ebenso wie England, Österreich, Finnland und Norwegen.

## Termine
Gegenwärtig finden alle Wettbewerbe in ungeraden Jahren statt:
- Männer- und Frauen-Triplette sowie für Jugendliche (U18)
- Männer- und Frauen-Tir-de-précision sowie für Jugendliche (U18)
- Doublette Männer, Doublette Frauen, Doublette Mixte
- Tête à tête der Männer und Frauen

## Männer

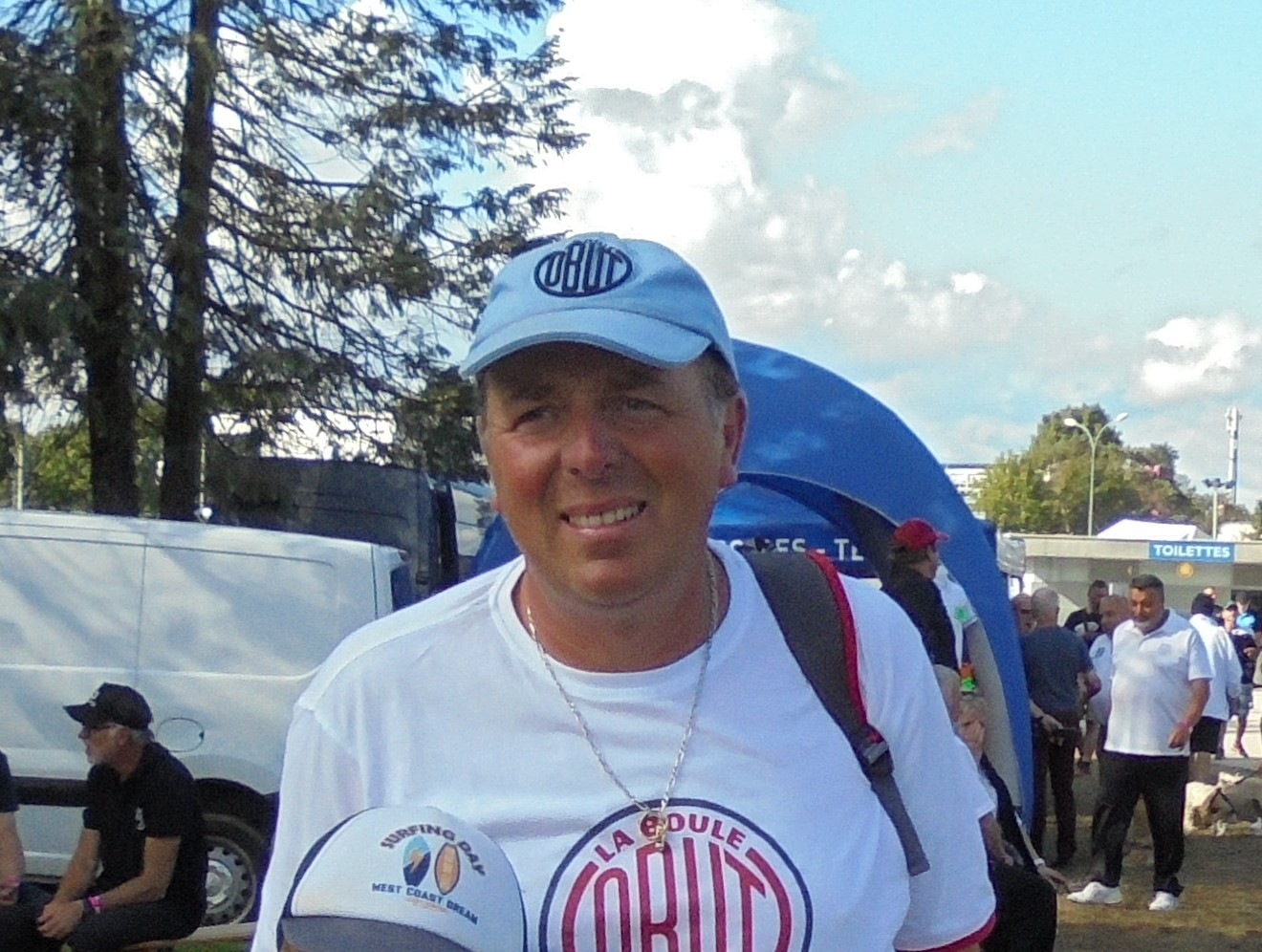
Philippe Suchaud (mehrmaliger Weltmeister)

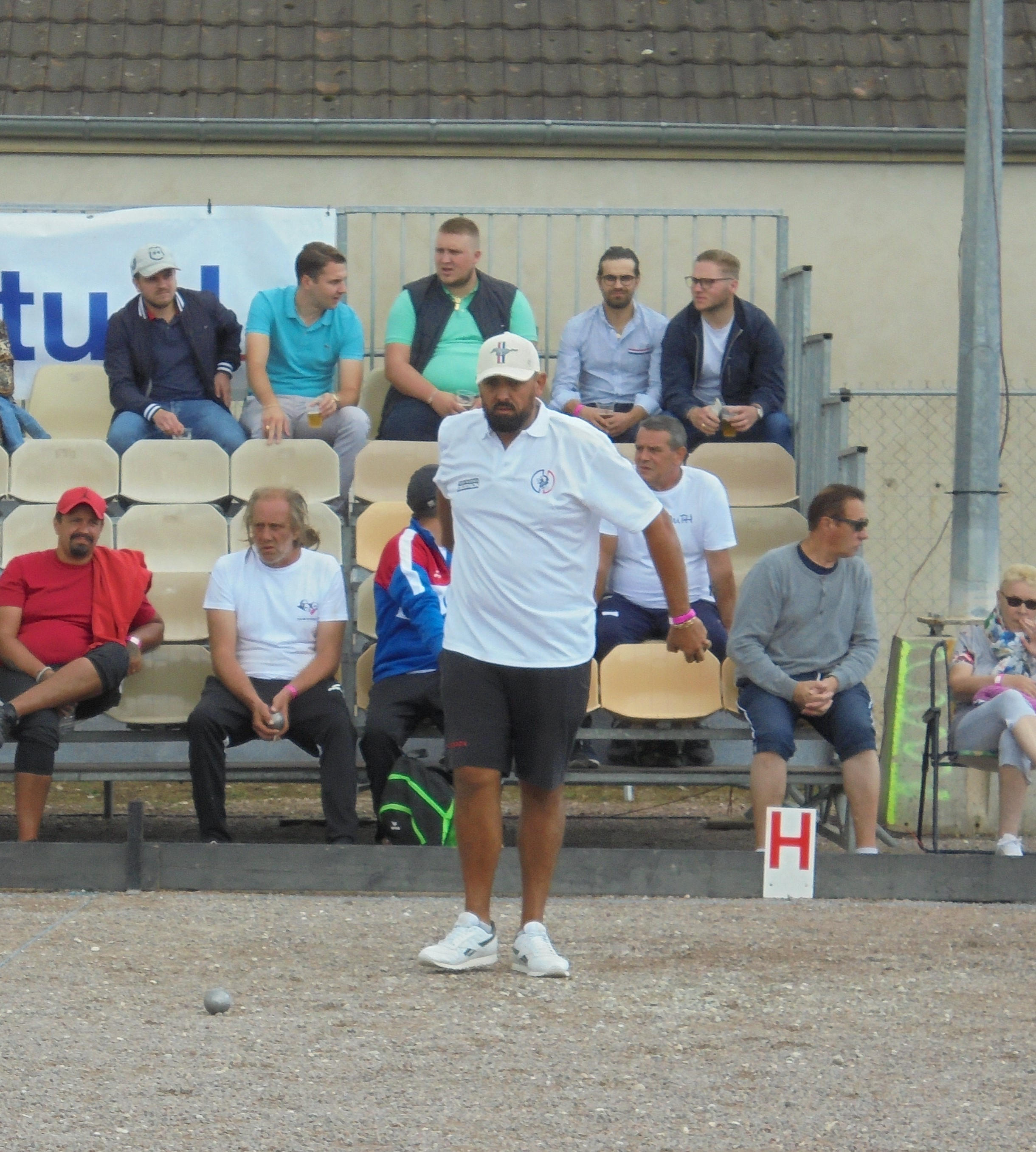
Simon Cortes (Weltmeister 2005)

Die Senioren-Weltmeisterschaft im Pétanque ist keine Herren-Weltmeisterschaft. An ihr können auch Frauen, Jugendliche und Espoirs teilnehmen. De facto wird sie aber ausschließlich von Männern bestritten.
Bis 1997 durfte jedes teilnehmende Land bis zu 2 Teams à 3 Spieler einsetzen (das Veranstalterland und das Land des Titelverteidigers durften mit 3 Teams antreten).
Ab 1998 war nur mehr 1 Team pro Land (Titelverteidiger und Veranstalterland jedoch 2) zugelassen. Ein Team bestand fortan aus 4 Spielern.
1977 nahm erstmals eine deutsche Mannschaft an einer Pétanque-Weltmeisterschaft. Ebbi Toepfer, Karsten Köhler und Olaf Fingerhut kamen aus Bad Godesberg und Freiburg. Sie wurde zwar auf dieser und weiteren Weltmeisterschaften als Mannschaft des Deutschen Pétanque Verband (DPV) bezeichnet, der Verband wurde aber erst 1984 gegründet.

### Triplette
Die besten Platzierungen einer deutschen Mannschaft waren fünfte Plätze.
Auf der bisher einzigen WM in Deutschland 1996 in Essen waren es Klaus Mohr, Tino Capin und Christian Hempel. „In der Vorrunde gelangen die drei Deutschen durch den Großgruppenpoule (7:13 gegen Schweden, 13:0 gegen Thailand, 13:9 gegen Monaco, 13:9 gegen Portugal, 13:11 gegen Djibuti, 13:9 gegen Irland, 13:2 gegen Ungarn und 2:13 gegen Tunesien) hinter Tunesien auf Platz 2 in die Zwischenrunde.Dort reicht ein 13:10 gegen Großbritannien und ein 13:4 gegen Kanada zum Einzug ins Viertelfinale. Gegen den späteren Vizeweltmeister Tunesien setzt es dort eine 5:13-Niederlage. Die zwei Platzierungsspiele um Rang 5. bis 8. werden beide zur Freude der zumeist deutschen Zuschauer gewonnen (13:5 gegen Italien und 13:11 gegen Marokko).“
2006 in Grenoble scheiterten Sascha von Pless, Patrice Wolff, Sascha Koch und Kamel-Mohammed Bourouba nur knapp im Viertelfinale 10:13 gegen Italien. "Die weiteren Spiele:
Vorrunde: Gegen Andorra 13:10, gegen Ungarn 13:4, gegen Armenien 5:13, gegen Slowenien 13:0, gegen die Elfenbeinküste 13:6, gegen Marokko 3:13. Sodann in der 2. WM Runde gegen Belgien 10:13 und gegen Portugal 13:12 und 13:2.
Achtelfinalpoule: Tunesien 9:13, gegen Guinea 13:12 und gegen Madagaskar 13:11."
2007 verteidigte das deutsche Team den fünften Platz. Für Deutschland traten Jannik Schaake (Sandhofen), Jan Garner (Hannover), Martin Kuball (Hamburg) und Patrick Abdelhak (Konstanz) an. Da Jannik Schaake auch im Präzisionsschießen Platz 5 belegte, war 2007 die bislang erfolgreichste Teilnahme des DPV.
Weitere gute deutsche Platzierungen:
- WM Senioren 1998: 9. Platz [Achim Langhammer, Michel Grayel, Thomas Hoerschgens, Torsten Prietz]
- WM Senioren 1999: 1. Platz im Nationencup (WM-Consolante) [Malte Berger, Tino Capin, Klaus Mohr, Christian Hempel]
- WM Senioren 2000: 9. Platz [Sascha Koch, Kim Rieger, Klaus Mohr, Andreas Globig]
- WM Senioren 2004: 1. Platz im Nationencup (WM-Consolante) [Kim Rieger, Sascha Koch, Kamel-Mohammed Bourouba, Hannes Bloch]
- WM Senioren 2018: 5. Platz (Raphael Gharany, Sascha Löh, Moritz Rosik, Robin Stentenbach)

Im Nationencup spielen in den Vorrunden ausgeschiedenen Mannschaften, es entspricht einer B-Weltmeisterschaft."

#### Ergebnisse Triplette
| Jahr | Austragungsort                        | Gold                                                                                     | Silber | Bronze |
| ---- | ------------------------------------- | ---------------------------------------------------------------------------------------- | --- | --- |
| 1959 | Spa, Belgien                          | Frankreich François De Souza, Marcel Marcou, Fernand Maraval                             | Tunesien Ayadi, Charad, Perchichi                                                                                        | Frankreich Martel, Chabaud, Scivicco |
| 1961 | Cannes, Frankreich                    | Frankreich François De Souza, Marcel Marcou, Fernand Maraval                             | Spanien Macario Navarro, Antonio Fernandez, Francisco Arribas                                                            | Frankreich Robert Milero, Etienne Musso, Iréné Merentier |
| 1963 | Casablanca, Marokko                   | Frankreich François De Souza, Marcel Marcou, Fernand Maraval                             | Marokko Jidhal Mathani, José Pacifico, Tony Sanchez                                                                      | Marokko Mahmoud Archane, Iffelahen Slimane, Belhaj Eladaoui |
| 1964 | Genf, Schweiz                         | Algerien Boualem Ghorab, Ahmed Sennia, Ahmed Farah                                       | Marokko Kouider, Longo, Haller                                                                                           | Schweiz Dehuaz, Lello, Marro |
| 1965 | Madrid, Spanien                       | Schweiz Jo Ferraud, Christian Theiler, Maurice Evequoz                                   | Spanien José Ginier, Macario Navarro, Antonio Sanchez                                                                    | Frankreich François Melis, Jean Paon, Marcel Sarnito |
| 1966 | Palma, Spanien                        | Schweiz Jo Ferraud, Christian Theiler, Maurice Evequoz                                   | Monaco Belonne, Michel, Nigioni                                                                                          | Spanien Juan Cardenal, Bernardo Cardenal, Agustin Del Pino |
| 1967 | -                                     | -                                                                                        | - | - |
| 1968 | -                                     | -                                                                                        | - | - |
| 1969 | -                                     | -                                                                                        | - | - |
| 1970 | -                                     | -                                                                                        | - | - |
| 1971 | Nizza, Frankreich                     | Spanien Juan Cardenal, Agustin Del Pino, Miguel Garcia                                   | Belgien Michèle Decerf-Peelen, Claude Peelen, Bruno Somacal                                                              | Frankreich Jean Paon, Robert Lebeau, Tiburce Mattei |
| 1972 | Genf, Schweiz                         | Frankreich Robert Lebeau, Tiburce Mattei, Jean Paon                                      | Tunesien Mohamed Ferjani, Domek, Ben-Amida Maatallah                                                                     | Frankreich Robert Milero, Etienne Musso, Iréné Merentier |
| 1973 | Casablanca, Marokko                   | Schweiz Daniel Baldo, Pierre Haraz, Michel Vuignier                                      | Frankreich Claude Catusse, René Sénezergues, Christian Lafon                                                             | Marokko Anzit, Gérard Parizet, Georges Simoes |
| 1974 | Alicante, Spanien                     | Frankreich José Garcia, Jean Kokoyan, René Morales                                       | Monaco Jean-Marie Cornutello, Cornutello, Enza                                                                           | Belgien P. Panagiotou, W. Pecriaux, A. Vassart |
| 1975 | Québec, Kanada                        | Italien Mario Caroli, Salvatore Pau, Giovanni Serando                                    | Frankreich José Garcia, René Morales, Jean Kokoyan                                                                       | Frankreich Marcel Caleca, Tony Calleca, Jean-Pierre Fritsch |
| 1976 | Monaco, Monaco                        | Frankreich Claude Calenzo, René Lucchesi, Serge Rouvière                                 | Monaco Jean-Marie Cornutello, Cornutello, Bernard Bandoli                                                                | Tunesien Mohamed Ferjani, Ouelbani, Taquez |
| 1977 | Luxemburg, Luxemburg                  | Frankreich Claude Calenzo, René Lucchesi, Serge Rouvière                                 | Frankreich Gérard Naudo, Jean Naudo, François Gouges                                                                     | Frankreich Ange Arcalao, Raymond Frescura, Elie Tini |
| 1978 | Mons, Belgien                         | Italien Franco Ferro, Antonio Napolitano, Giovanni Serando                               | Monaco Raymond Clapier, Martine, Menghini                                                                                | Frankreich Jean Paon, Robert Lebeau, Tiburce Mattei |
| 1979 | Southampton, Großbritannien           | Italien Franco Ferro, Antonio Napolitano, Giovanni Serando                               | Monaco Sobrero, Jean-Marie Cornutello, Sobrero                                                                           | Frankreich Claude Calenzo, René Lucchesi, Serge Rouvière |
| 1980 | Nevers, Frankreich                    | Schweiz Jean Camélique, Eric Franzin, Antoine Savio                                      | Spanien Fernando Ortiz, Ernesto Jerraz, Eleucino Lopez                                                                   | Italien Luigi Casagrande, Zanelli, Riciotti Sacco |
| 1981 | Gent, Belgien                         | Belgien Christian Berg, Alain Hemon, Christian Hemon                                     | Tunesien Hedy Jabeur, Ben-Amida Maatallah, Allala Jendoubi                                                               | Tunesien Kaddour, Mohamed Ferjani, Lakili |
| 1982 | Genf, Schweiz                         | Monaco Bernard Bandoli, Raymond Clapier, Jean-Marie Cornutello                           | Madagaskar Semplice Andrianomentsoa, Anicet Andriamalala, Bien-Aimé Clément Andriamalala                                 | Schweiz Afro Colombani, Pierre Heritier, Roland Nicolet |
| 1983 | Tunis, Tunesien                       | Tunesien Mohamed Ferjani, Hedy Jabeur, Ben-Amida Maatallah                               | Belgien Gérard Lefontan, Patrick Mertens, Guy Simon                                                                      | Spanien Antonio Castellanos, Francisco Roig, Juan-Antonio Roig |
| 1984 | Rotterdam, Niederlande                | Marokko Hafid Alaoui, Abdelkader Kouider, Ahmed Safri                                    | Algerien Abdellak Boufkeda, Malik Kerdjou, Karim Sennia                                                                  | Frankreich Daniel Dejean, Jean-Michel Ferrand, Jean-Claude Lagarde                                                                                                  |
| 1985 | Casablanca, Marokko                   | Frankreich Alain Bideau, Didier Choupay, Patrick Lopeze                                  | Monaco Raymond Clapier, Raphaël Di Siervi, Ernest Gazzo                                                                  | Italien Luigi Casagrande, Riciotti Sacco, Amélio Zunino |
| 1986 | Épinal, Frankreich                    | Tunesien Allala Jendoubi, Abderraouf Lakili, Tharek Lakili                               | Marokko Hafid Alaoui, Aziz Hammouchen, Ahmed Safri                                                                       | Algerien Brahim Boukemiche, Mourah Fetis, Karim Sennia |
| 1987 | Boumerdes, Algerien                   | Marokko Hafid Alaoui, Aziz Hammouchen, Ahmed Safri                                       | Marokko Abdellatif Laouija, Mohamed El Ouadi, Amal Moufid                                                                | Tunesien Amar Bedjaoui, Mohamed Ferdjani, Fethi Ouechtati |
| 1988 | Genua, Italien                        | Frankreich Didier Choupay, Christian Fazzino, Daniel Voisin                              | Marokko Hafid Alaoui, Ahmed Safri, Amal Moufid                                                                           | Frankreich Serge Lapietra, René Lucchesi, Jean-Marc Foyot |
| 1989 | Pineda de Mar, Spanien                | Frankreich Didier Choupay, Christian Fazzino, Daniel Voisin                              | Marokko Hafid Alaoui, Elouadi, Abdellatif Laouija                                                                        | Spanien Francisco Asensi, Agustín Hernandez, Meshas Fetha |
| 1990 | Monaco, Monaco                        | Marokko Hafid Alaoui, Abdellatif Laouija, Amal Moufid                                    | Frankreich Roger Marco, Roger Marigot, Georges Simoes                                                                    | Frankreich Patrick Milcos, Jean-Pierre Watiez, Philippe Quintais |
| 1991 | Escaldes-Engordany, Andorra           | Frankreich Philippe Quintais, Michel Schatz, Georges Simoes                              | Thailand Narong Kanjanakij, Amnat Sukkavatana, Thanee Noppalai                                                           | Frankreich Didier Choupay, Christian Fazzino, Daniel Voisin |
| 1992 | Aosta, Italien                        | Frankreich Christian Fazzino, Jean-Marc Foyot, Daniel Monard                             | Frankreich Philippe Quintais, Michel Schatz, Georges Simoes                                                              | Belgien Michel Vancampenhout, Alain Van Caeneghem, Charles Weibel                                                                                                   |
| 1993 | Chiang-Mai, Thailand                  | Frankreich Philippe Quintais, Michel Schatz, Georges Simoes                              | Frankreich David Le Dantec, Michel Briand, Michel Loy                                                                    | Algerien Mohamed Belabib, Rachid Fekir, Ahmed Zeboudi |
| 1994 | Clermont-Ferrand, Frankreich          | Frankreich Alain Bideau, Didier Choupay, Michel Loy                                      | Belgien Joël Marchandise, Michel Vancampenhout, Charles Weibel                                                           | Frankreich Michel Briand, Christian Fazzino, Jean-Marc Foyot |
| 1995 | Brüssel, Frankreich                   | Frankreich David Le Dantec, Philippe Quintais, Philippe Suchaud                          | Frankreich Christian Fazzino, Michel Schatz, Jean-Marc Foyot                                                             | Marokko Hafid Alaoui, Amal Moufid, Ahmed Essafri |
| 1996 | Essen, Deutschland                    | Frankreich David Le Dantec, Philippe Quintais, Philippe Suchaud                          | Tunesien Mohammed Ferjani, Khaled Lakhal, Amar Tayachi                                                                   | Frankreich Michel Briand, Michel Schatz, Jean-Marc Foyot |
| 1997 | Montpellier, Frankreich               | Tunesien Abderraouf Lakili, Tarek Lakili, Khaled Lakhal                                  | Frankreich Michel Briand, Pascal Mileï, Zvonko Radnic                                                                    | Frankreich Michel Loy, Philippe Quintais, Philippe Suchaud |
| 1998 | Maspalomas, Spanien                   | Frankreich Michel Briand, Didier Choupay, Christian Fazzino, Philippe Quintais           | Marokko Sad Adjani, Hafid Alaoui, Youssef Saissi, Youssef Seghir                                                         | Belgien Jean-Francois Hemon, André Lozano, Michel Vancampenhout, Charles Weibel                                                                                     |
| 1999 | Saint-Denis de la Réunion, Frankreich | Madagaskar Christian Andriantseheno, Kalias Oukabay, Jean-Jacky Randrianandrasana        | Belgien André Lozano, Michel Vancampenhout, William Vanderbiest, Charles Weibel                                          | Frankreich David Le Dantec, Damien Hureau, Michel Loy, Philippe Suchaud                                                                                             |
| 2000 | São Brás de Alportel, Portugal        | Belgien Jean-Francois Hemon, André Lozano, Michel Vancampenhout, Charles Weibel          | Tunesien Tarek Lakili, Khaled Lakhal, Lassâad El May                                                                     | Frankreich Philippe Quintais, Jean-Marc Foyot, Jean-Luc Robert, Philippe Suchaud                                                                                    |
| 2001 | Monaco, Monaco                        | Frankreich Henri Lacroix, Philippe Quintais, Eric Sirot, Philippe Suchaud                | Tunesien Tarek Lakili, Khaled Lakhal, Mohamed Ferjani, K. Kahla                                                          | Belgien Jean-Francois Hemon, André Lozano, Michel Vancampenhout, Charles Weibel                                                                                     |
| 2002 | Grenoble, Frankreich                  | Frankreich Henri Lacroix, Philippe Quintais, Eric Sirot, Philippe Suchaud                | Marokko Hafid Alaoui, Ouadi Elchmi, Rachid Habchi, Youssef Saissi                                                        | Thailand Thaleungkiat Phusa-Ad, Niklum Vinai, Tasuti Yunki |
| 2003 | Genf, Schweiz                         | Frankreich Henri Lacroix, Philippe Quintais, Eric Sirot, Philippe Suchaud                | Frankreich Damien Hureau, Bruno Le Boursicaud, Michel Loy, Bruno Rocher                                                  | Belgien Serge Podor, Fabrice Uytheroeven, Michel Vancampenhout, Charles Weibel                                                                                      |
| 2004 | Grenoble, Frankreich                  | Frankreich Damien Hureau, Bruno Le Boursicaud, Michel Loy, Bruno Rocher                  | Belgien Serge Podor, Jean-Francois Hemon, Michel Vancampenhout, Charles Weibel                                           | Kambodscha Heng Tha, Chan Mean Sok, Sophom Yim Frankreich Henri Lacroix, Philippe Quintais, Eric Sirot, Philippe Suchaud                                            |
| 2005 | Brüssel, Belgien                      | Frankreich Simon Cortes, Henri Lacroix, Julien Lamour, Philippe Suchaud                  | Belgien Jean-Francois Hemon, André Lozano, Michel Vancampenhout, Charles Weibel                                          | Thailand Thaleungkiat Phusa-Ad, Pakin Phukram, Ratana Siripong, Wanta Weerapong Frankreich Damien Hureau, Bruno Le Boursicaud, Michel Loy, Bruno Rocher             |
| 2006 | Grenoble, Frankreich                  | Frankreich Sylvain Dubreuil, Didier Chagneau, Michel Loy, Pascal Mileï                   | Tunesien Sami Atallah, Nabil El Bey, Khaled Lakhal, Mohamed Ferjani                                                      | Thailand Thaleungkiat Phusa-Ad, Suksan Piachan, Yindeesab Somyos, Niklum Vinai Italien Maurizio Biancotto, Fabio Dutto, Gianni Laigueglia, Simon Salto              |
| 2007 | Pattaya, Thailand                     | Frankreich Thierry Grandet, Henri Lacroix, Bruno Le Boursicaud, Philippe Suchaud         | Madagaskar Patrick Maminirina, Mamod Jacky Dinmamod, Carlos Rakotoarivelo, Christian Andrianiaina                        | Italien Ancotto, Luca Zocco, Fabio Dutto, Mariano Occelli Tunesien Med Nizar, Sami Atallah, Tarek Lakili, Khaled Lakhal                                             |
| 2008 | Dakar, Senegal                        | Frankreich Thierry Grandet, Henri Lacroix, Bruno Le Boursicaud, Philippe Suchaud         | Thailand Thaleungkiat Phusa-Ad, Suksan Piachan, Pakin Phuram, Sarawut Sriboonpeng                                        | Frankreich Pascal Mileï, Michel Loy, Stéphane Robineau, Zvonko Radnic Belgien Jean-Francois Hemon, Michael Masuy, Michel Vancampenhout, Charles Weibel              |
| 2010 | Izmir, Türkei                         | Frankreich Thierry Grandet, Henri Lacroix, Bruno Le Boursicaud, Philippe Suchaud         | Madagaskar} David Randriamarohaja, Jean-Marson Ratolojanahary, Tiana Laurens Razanadrakoto, Christian Andrianiaina       | Mauretanien Mamadou Abdallahi, Ibrahim Ivakou, Hamoud Ethmane, Sidi Abdallah Spanien Roberto Carlos Lopez, David Sanchez, Javier Flores, Manuel H. Romero           |
| 2012 | Marseille, Frankreich                 | Frankreich Henri Lacroix, Bruno Le Boursicaud, Philippe Suchaud, Dylan Rocher            | Thailand Thaleungkiat Phusa-Ad, Suksan Piachan, Supan Thongphoo, Sarawut Sriboonpeng                                     | Belgien Jean-Francois Hemon, André Lozano, Michel Vancampenhout, Charles Weibel Italien Alessio Cocciolo, Fabio Dutto, Gianni Laigueglia, Diego Rizzi               |
| 2014 | Tahiti – WM vom Veranstalter abgesagt | -                                                                                        | - | - |
| 2016 | Antananarivo, Madagaskar              | Madagaskar Tita Razakarisoa, Nanou Andrianiaina, Hery Razafimahatra, Lova Rakotondrazafy | Benin Alain Latedjou, Ronald Bottre, Marcel Bio, Régis Simba                                                             | Belgien Charles Weibel, André Lozano, Logan Baton, Jérémy Pardoen Frankreich Henri Lacroix, Bruno Le Boursicaud, Philippe Suchaud, Dylan Rocher                     |
| 2018 | Desbiens, Kanada                      | Frankreich Henri Lacroix, Philippe Quintais, Philippe Suchaud, Dylan Rocher              | Marokko Hodoyfa Bouchgour, Hicham Boulassal, Abdessamad El Mankari, Mohamed Ajouad                                       | Senegal François N'Diaye, Insa Seck, Boubacar Samoua, Hussein Dakhla Ilah Tunesien Mohamed Khaled Bougriba, Majdi Hammani, Sofien Ben Brahim, Samir Karoul          |
| 2020 | -                                     | -                                                                                        | - | - |
| 2021 | Santa Susanna, Spanien                | Frankreich Dylan Rocher, Henri Lacroix, Philippe Suchaud, Philippe Quintais              | Spanien Javier Cardenas Villaverde, Alejandro Cardenas Villaverde, José Luis Guasch Orozco, Jesus Escacho Aöarcon        | Italien Andrea Chiapello, Diego Rizzi, Florian Cometto, Alessio Coccioli Finnland Tuukka Ylönen, Olli Sinnemaa, Marko Jakonen, Mikko Lehti                          |
| 2023 | Cotonou, Benin                        | Thailand Sarawut Sriboonpeng, Supan Thongphoo, Thanawan Toosewha, Ratchata Khamdee       | Spanien J.Carlos Mata, José Luis Guasch, Jesus A. Escacho, Sergi Rodriguez                                               | Frankreich Dylan Rocher, Christophe Sarrio, Stephane Robineau, Mickael Bonetto Burkina Faso Moustapha Baguian, Boureima Ouedraogo, Ousmane Ouedraogo, Nestor Zorome |
| 2024 | Dijon, Frankreich                     | Italien Andrea Chiappelo, Alessio Cocciolo, Davide Lafore, Diegeo Rizzi                  | Madagaskar Faratiana Rakotoniaina, Jean-Francois Rakotondrainibe, Faly Donald Andrianantenaina, Christian Andriantseheno | Frankreich Dylan Rocher, Jean Feltain, Henri Lacroix, Philippe Suchaud Tunesien Mohamed Khaled Bougriba, Majdi Hammami, Sofien Ben Brahim, Lasssad May              |

#### Medaillenspiegel Triplette

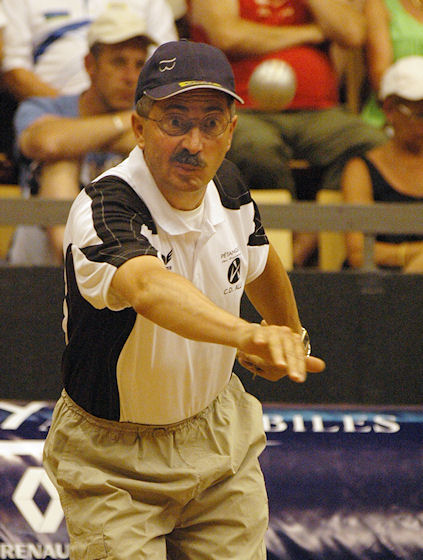
Christian Fazzino (mehrmaliger Weltmeister)

| Pl. | Land         | Gold | Silber | Bronze | Gesamt |
| --- | ------------ | ---- | ------ | ------ | ------ |
| 1   | Frankreich   | 29   | 9      | 24     | 62     |
| 2   | Italien      | 4    | 0      | 6      | 10     |
| 3   | Schweiz      | 4    | 0      | 2      | 7      |
| 4   | Marokko      | 3    | 9      | 3      | 15     |
| 5   | Tunesien     | 3    | 7      | 6      | 16     |
| 6   | Belgien      | 2    | 6      | 8      | 16     |
| 7   | Madagaskar   | 2    | 4      | 0      | 6      |
| 8   | Monaco       | 1    | 6      | 0      | 7      |
| 9   | Spanien      | 1    | 5      | 4      | 10     |
| 10  | Thailand     | 1    | 3      | 3      | 7      |
| 11  | Algerien     | 1    | 1      | 2      | 4      |
| 12  | Benin        | 0    | 1      | 0      | 1      |
| 13  | Kambodscha   | 0    | 0      | 1      | 1      |
| 13  | Mauretanien  | 0    | 0      | 1      | 1      |
| 13  | Senegal      | 0    | 0      | 1      | 1      |
| 13  | Finnland     | 0    | 0      | 1      | 1      |
| 13  | Burkina Faso | 0    | 0      | 1      | 1      |

### Tir de précision

#### Ergebnisse Tir de précision
Seit 2000 wird bei den Weltmeisterschaften zusätzlich die Disziplin Präzisionsschießen (Tir de précision) ausgetragen. Der deutsche Kim Rieger erreichte 2003 in Genf das Viertelfinale, dies verlor er gegen den späteren Weltmeister Philippe Quintais (Frankreich) mit 38:50.
Auch 2004 in Grenoble erreichte Rieger das Viertelfinale, wo er gegen den späteren Vize-Weltmeister Randrianandrasana (Madagaskar) 28:50 verlor.
2005 erreichte Sascha Koch das Viertelfinale und scheiterte 23:35 an N'Diaye François (Senegal). Jannik Schaake erreichte 2007 ebenfalls das Viertelfinale. Dabei gelang ihm als erster Deutscher sich in der Vorrunde direkt (als Vierter) zu qualifizieren. Im Viertelfinale unterlag er dem Franzosen Pascal Milei 35:45.
| Jahr | Austragungsort                        | Gold                                            | Silber                            | Bronze                                                             |
| ---- | ------------------------------------- | ----------------------------------------------- | --------------------------------- | ------------------------------------------------------------------ |
| 2000 | São Brás de Alportel, Portugal        | Frankreich Philippe Quintais                    | Belgien Claudy Weibel             | Madagaskar Patrik Ramaminirina Mauritius Naden Murthen             |
| 2001 | Monaco, Monaco                        | Frankreich Philippe Quintais                    | Senegal François Ndiaye           | Belgien Claudy Weibel Marokko Hicham Meqsoud                       |
| 2002 | Grenoble, Frankreich                  | Frankreich Philippe Quintais                    | Madagaskar Randrianadrasana       | Belgien Claudy Weibel Luxemburg Vallese                            |
| 2003 | Genf, Schweiz                         | Frankreich Philippe Quintais                    | Belgien Claudy Weibel             | Elfenbeinküste Kouande Spanien Garcia                              |
| 2004 | Grenoble, Frankreich                  | Tunesien Sami Atallah                           | Madagaskar Randrianadrasana       | Benin Agossa Thailand Phusa Ad                                     |
| 2005 | Brüssel, Belgien                      | Thailand Phusa Ad Thaleungkiat                  | Benin Gérard Agossa               | Kanada Thomas Pouplot Senegal Francois N'Diaye                     |
| 2006 | Grenoble, Frankreich                  | Thailand Phusa Ad Thaleungkiat                  | Argentinien Nestor Guevara        | Italien Gianni Laigueglia Tunesien Sami Atallah                    |
| 2007 | Pattaya, Thailand                     | Madagaskar Sylvain Rakotoarivelo                | Frankreich Pascal Milei           | Französisch-Polynesien Yann Nauta Marokko Abdessamad Menkari       |
| 2008 | Dakar, Senegal                        | Marokko Abdessamad El Mankari                   | Senegal François N'Diaye          | Burkina Faso Salif Ouedraogo Frankreich Pascal Milei               |
| 2010 | Izmir, Türkei                         | Frankreich Bruno Leboursicaud                   | Französisch-Polynesien Jean Manea | Belgien Claudy Weibel Spanien R.C. Lopez-Ferrer                    |
| 2012 | Marseille, Frankreich                 | Frankreich Bruno Leboursicaud                   | Elfenbeinküste Adama Kouande      | Kambodscha Vanna Sieng Malaysia Ahmad Temizi                       |
| 2014 | Tahiti – WM vom Veranstalter abgesagt | -                                               | -                                 | -                                                                  |
| 2016 | Antananarivo, Madagaskar              | Kambodscha Sok Chan Mean                        | Frankreich Bruno Leboursicaud     | Thailand Thanakorn Sangkaew Italien Diego Rizzi                    |
| 2018 | Desbiens, Kanada                      | Frankreich Dylan Rocher                         | Madagaskar Taratra Rakotoninosy   | Marokko Hicham Boulassal Italien Diego Rizzi                       |
| 2020 | -                                     | -                                               | -                                 | -                                                                  |
| 2021 | Santa Susanna, Spanien                | Frankreich Dylan Rocher                         | Italien Diego Rizzi               | Spanien Jesús Antonio Escacho Alarcón Türkei Ibrahim Arslantas     |
| 2023 | Cotonou, Benin                        | Frankreich Dylan Rocher                         | Thailand Ratchata Khamdee         | Togo Akolly Desire Akkollor Kongo Fretas Evrard Maboundou          |
| 2024 | Dijon, Frankreich                     | Madagaskar Jean-François Daniel Rakotondrainibe | Ungarn Laszlo Nagy                | Spanien Jesús Antonio Escacho Alarcón Mauritius Parvez Khodabaccus |

#### Medaillenspiegel Tir de précision

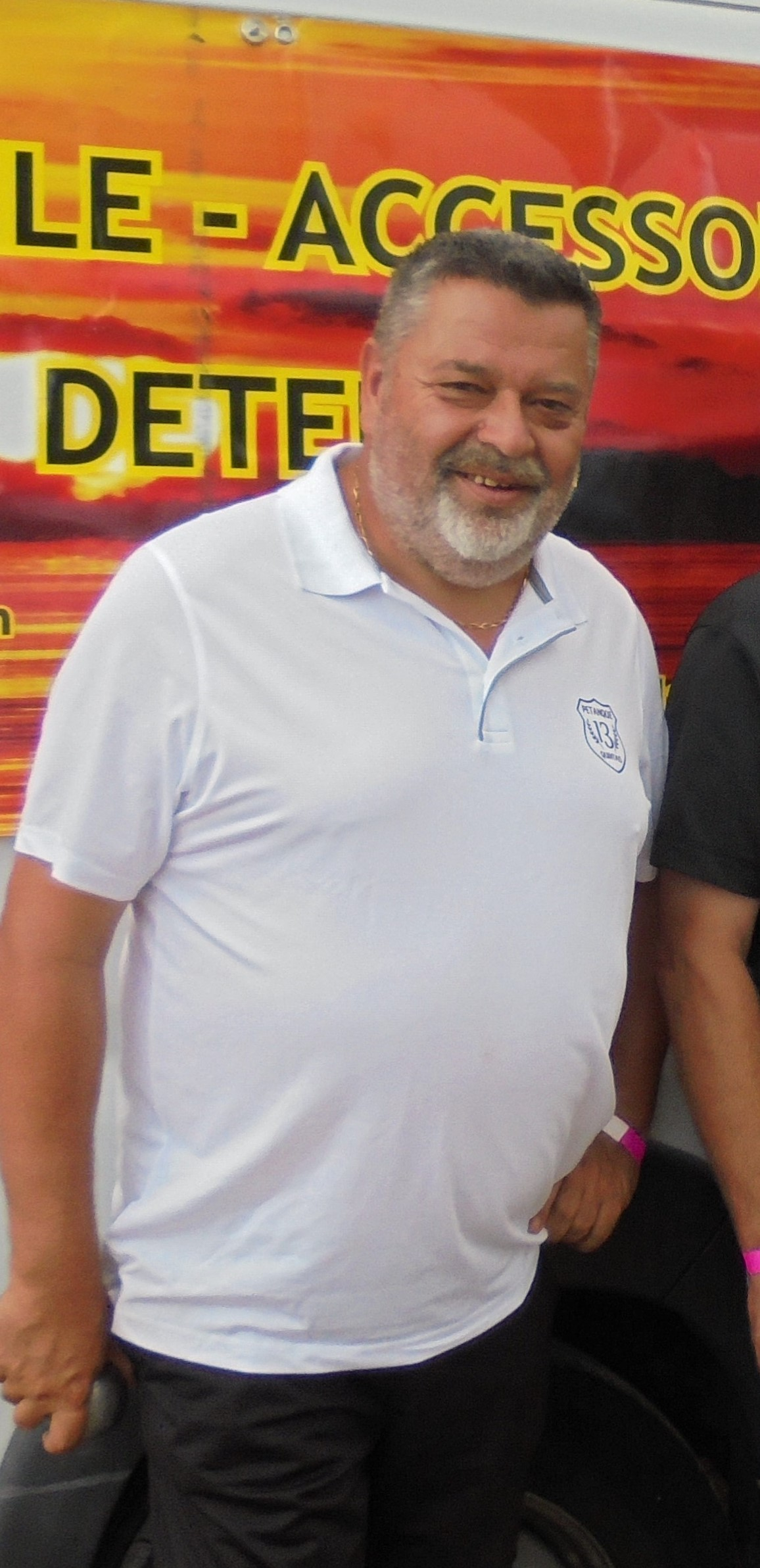
Philippe Quintais (mehrmaliger Weltmeister)

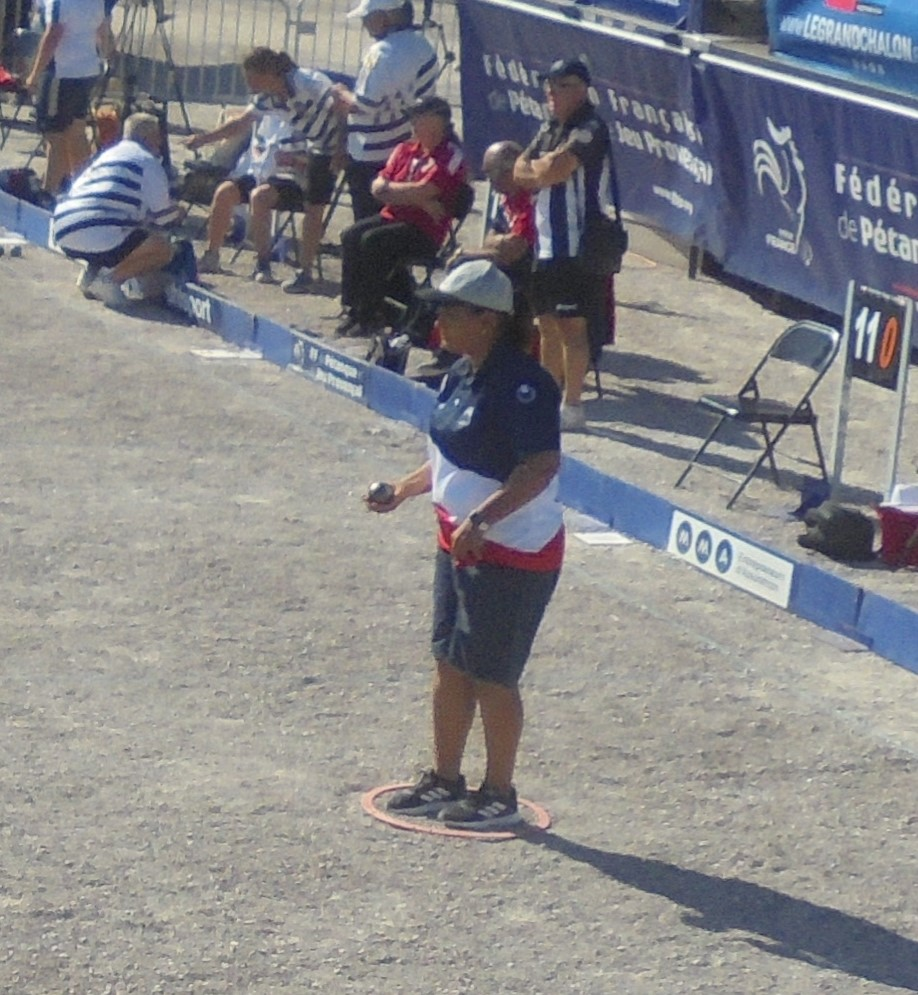
Mouna Béji - Weltmeisterin 2011 und 2023

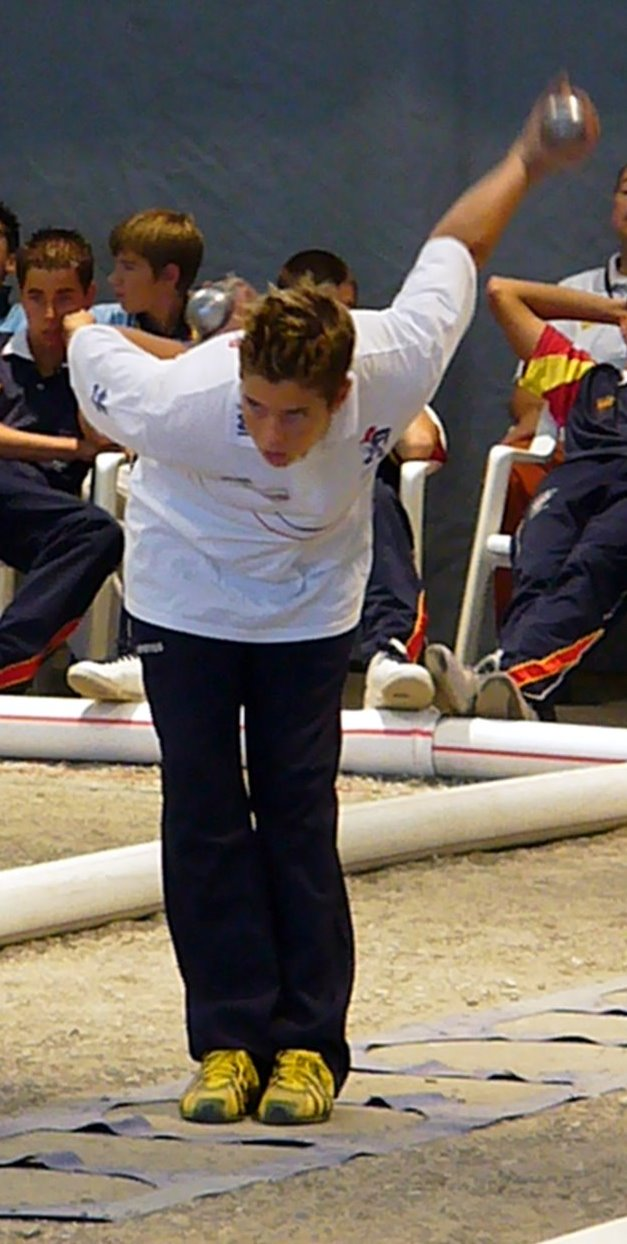
Dylan Rocher - Weltmeister 2005, 2007, 2012, 2018 (2×), 2021 (2×), 2023 (2×)

| Pl. | Land                   | Gold | Silber | Bronze | Gesamt |
| --- | ---------------------- | ---- | ------ | ------ | ------ |
| 1   | Frankreich             | 9    | 2      | 1      | 12     |
| 2   | Madagaskar             | 2    | 3      | 1      | 6      |
| 3   | Thailand               | 2    | 1      | 2      | 5      |
| 4   | Marokko                | 1    | 0      | 3      | 4      |
| 5   | Tunesien               | 1    | 0      | 1      | 2      |
| 5   | Kambodscha             | 1    | 0      | 1      | 2      |
| 7   | Belgien                | 0    | 2      | 3      | 5      |
| 8   | Senegal                | 0    | 2      | 1      | 3      |
| 9   | Italien                | 0    | 1      | 3      | 4      |
| 10  | Elfenbeinküste         | 0    | 1      | 1      | 2      |
| 10  | Französisch-Polynesien | 0    | 1      | 1      | 2      |
| 12  | Argentinien            | 0    | 1      | 0      | 1      |
| 12  | Ungarn                 | 0    | 1      | 0      | 1      |
| 12  | Dänemark               | 0    | 1      | 0      | 1      |
| 15  | Spanien                | 0    | 0      | 4      | 4      |
| 16  | Mauritius              | 0    | 0      | 2      | 2      |
| 17  | Burkina Faso           | 0    | 0      | 1      | 1      |
| 17  | Kanada                 | 0    | 0      | 1      | 1      |
| 17  | Benin                  | 0    | 0      | 1      | 1      |
| 17  | Luxemburg              | 0    | 0      | 1      | 1      |
| 17  | Malaysia               | 0    | 0      | 1      | 1      |
| 17  | Türkei                 | 0    | 0      | 1      | 1      |
| 17  | Togo                   | 0    | 0      | 1      | 1      |
| 17  | Kongo                  | 0    | 0      | 1      | 1      |

### Tête-à-tête

#### Ergebnisse Tête-à-tête
| Austragung | Jahr | Austragungsort      | Gold                          | Silber                           | Bronze                                            |
| ---------- | ---- | ------------------- | ----------------------------- | -------------------------------- | ------------------------------------------------- |
| 1          | 2015 | Nizza Frankreich *  | Belgien Charles Weibel        | Tunesien Sami Atallah            | Italien Diego Rizzi Marokko Abdessamad El Mankari |
| 2          | 2017 | Gent Belgien        | Frankreich Henri Lacroix      | Italien Diego Rizzi              | Belgien Charles Weibel Marokko Khaled Bougriba    |
| 3          | 2019 | Almeria Spanien     | Schweiz Maiky Molinas         | Frankreich Henri Lacroix         | Monaco Franck Millo Thailand Thanakorn Sangkaew   |
| 4          | 2022 | Karlslunde Dänemark | Spanien Jesus Escacho Alarcon | Italien Diego Rizzi              | Schweiz Maiky Molinas Belgien André Lozano        |
| 5          | 2023 | Cotonou Benin       | Thailand Ratchata Khamdee     | Tunesien Mohamed Khaled Bougriba | Frankreich Christophe Sarrio Kambodscha Sin Vong  |

#### Medaillenspiegel Tête à tête
| Pl. | Land       | Gold | Silber | Bronze |
| --- | ---------- | ---- | ------ | ------ |
| 1   | Frankreich | 1    | 1      | 1      |
| 2   | Belgien    | 1    | 0      | 2      |
| 3   | Schweiz    | 1    | 0      | 1      |
| 3   | Thailand   | 1    | 0      | 1      |
| 5   | Spanien    | 1    | 0      | 0      |
| 6   | Italien    | 0    | 2      | 1      |
| 7   | Tunesien   | 0    | 2      | 0      |
| 8   | Marokko    | 0    | 0      | 2      |
| 9   | Monaco     | 0    | 0      | 1      |
| 9   | Kambodscha | 0    | 0      | 1      |

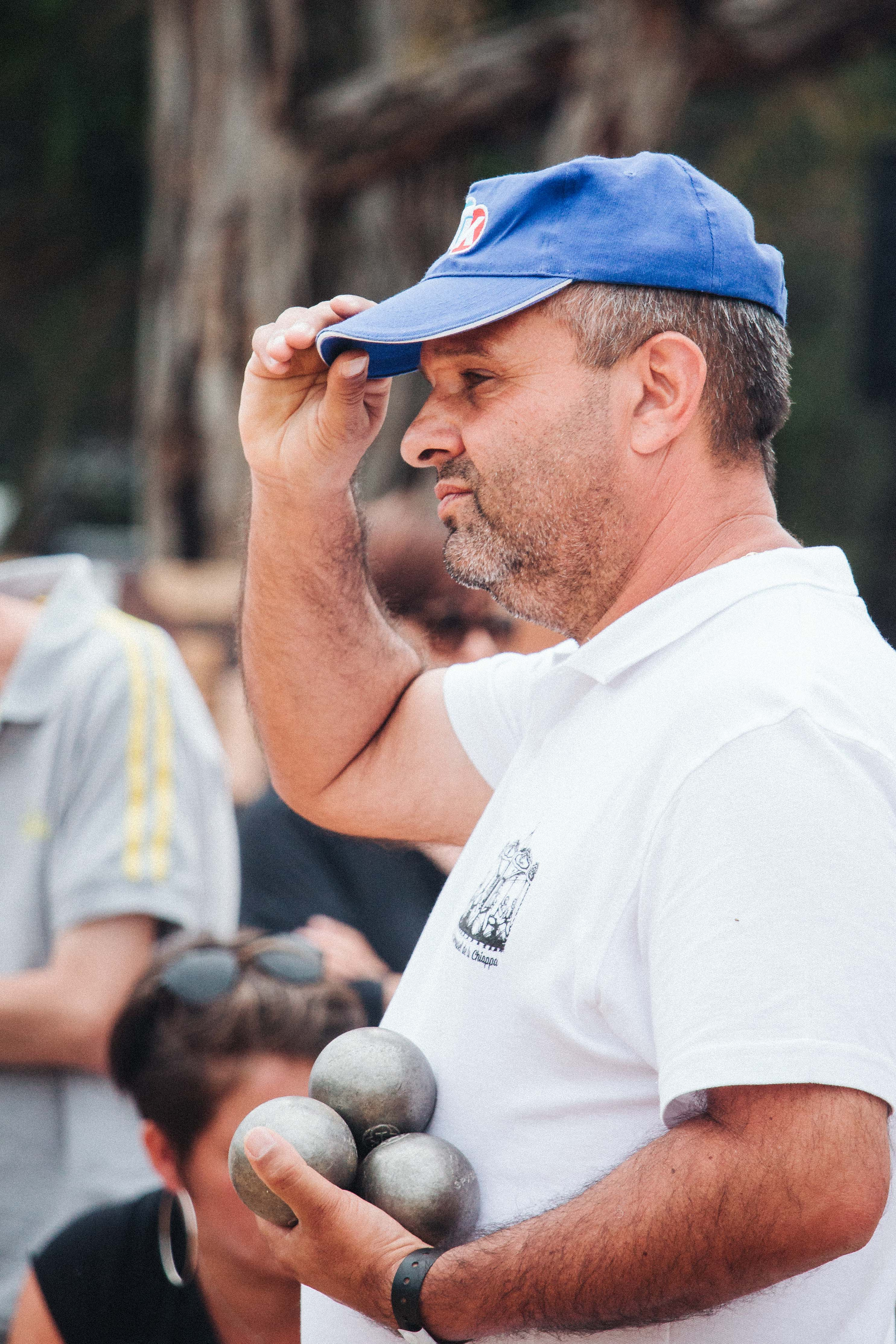
Henri Lacroix. Mehrfacher Weltmeister

- Anm.: Die WM 2015 war eine einmalige Einzelveranstaltung und nicht Bestandteil der „Sammel-WM“.

### Doublette

#### Ergebnisse Doublette
| Ausgabe | Jahr | Austragungsort      | Gold                                       | Silber                                           | Bronze                                                                                                 |
| ------- | ---- | ------------------- | ------------------------------------------ | ------------------------------------------------ | --- |
| 1       | 2017 | Gent Belgien        | Frankreich Henri Lacroix, Philippe Suchaud | Thailand Sarawut Sriboonpeng, Thanakorn Sangkaew | Belgien Charles Weibel, Jean-François Hémon Deutschland Moritz Rosik, Raphael Gharany                  |
| 2       | 2019 | Almeria Spanien     | Frankreich Henri Lacroix, Philippe Suchaud | Italien Diego Rizzi, Alessio Cocciolo            | Elfenbeinküste Assan Fabrice, Choaïb Maiga Madagaskar Fanomezantsoa Ramarimanana, Urbain Ramanantiaray |
| 3       | 2022 | Karlslunde Dänemark | Italien Diego Rizzi, Alessio Cocciolo      | Schweiz Maïky Molinas, Joseph Molinas            | Tunesien Mohamed Khaled Bourguiba, Sofien Ben Brahim Kambodscha Chandara Puth Yon, Vakhim Pheap        |
| 4       | 2023 | Cotonou Benin       | Frankreich Christophe Sarrio, Dylan Rocher | Benin Marcel Gbetable, Marcel Bio                | Deutschland Matthias Laukart, Moritz Rosik Kambodscha Sin Vong, Thong Chhoeun                          |

#### Medaillenspiegel Doublette
| Pl. | Land           | Gold | Silber | Bronze |
| --- | -------------- | ---- | ------ | ------ |
| 1   | Frankreich     | 3    | 0      | 0      |
| 2   | Italien        | 1    | 1      | 0      |
| 3   | Thailand       | 0    | 1      | 0      |
| 3   | Schweiz        | 0    | 1      | 0      |
| 3   | Benin          | 0    | 1      | 0      |
| 6   | Deutschland    | 0    | 0      | 2      |
| 6   | Kambodscha     | 0    | 0      | 2      |
| 8   | Belgien        | 0    | 0      | 1      |
| 8   | Elfenbeinküste | 0    | 0      | 1      |
| 8   | Madagaskar     | 0    | 0      | 1      |
| 8   | Tunesien       | 0    | 0      | 1      |

## Frauen
1988 wurden erstmals auf Palma de Mallorca Frauen-Weltmeisterschaften ausgetragen. Es nahmen 19 Triplettes aus 20 Nationen teil. Bei der WM in Grenoble 2006 waren 45 Triplettes aus 43 Nationen.

### Triplette
2004 wurden Daniela Thelen, Gudrun Deterding, Lara Eble und Annick Hess in Maspalomas, Spanien Vizeweltmeister. „In der Vorrunde spielten die Damen 13:3 gegen Madagaskar, 13:10 gegen die Schweiz, 8:13 gegen Israel, 13:10 gegen Monaco und 13:0 gegen Japan. In der Zwischenrunde siegte die DPV-Auswahl ... 13:9 gegen Großbritannien und 13:4 gegen Spanien. In der Vorschlussrunde stellte das Team dann bereits die Weichen für den späteren Vizeweltmeistertitel, als man die Mitfavouriten Belgien mit 13:12 und Thailand mit 13:5 besiegte. Im Viertelfinale folgte ein 13:7-Sieg gegen Tunesien und im Halbfinale ein 13:5 gegen Israel. Thailand, das im Viertelfinale Topfavorit Frankreich aus dem Wettbewerb geworfen hatte, revanchierte sich im Finale für die in der Vorschlussrunde erlittene Niederlage mit einem 15:3-Finalsieg gegen das deutsche Damenteam.“
Weitere Erfolge:
- WM Frauen 1992: 1. Platz im Nationencup (WM-Consolante)[2]
- WM Frauen 1996: 6. Platz [Karin Hessedenz-Kirsch, Stefanie Schwarzbach, Denise Pektor, Angelika Thelen][2]
- WM Frauen 2002: 5. Platz [Gudrun Deterding, Lara Eble, Daniela Thelen, Heide Loebers][2]

#### Ergebnisse Triplette
| Jahr | Austragungsort         | Gold                                                                                           | Silber | Bronze |
| ---- | ---------------------- | ---------------------------------------------------------------------------------------------- | --- | --- |
| 1988 | Palma, Spanien         | Thailand Patruk Meesup, Waraporn Somjiprasert, Thongsri Thamakord                              | Schweden Christel Eriksson, Lotta Larsson, Maria Davidsson                                                  | Kanada Lyne Morin, Marie-Paule Saint-Louis, Charlotte Bernard |
| 1990 | Bangkok, Thailand      | Thailand Patruk Meesup, Waraporn Somjiprasert, Thongsri Thamakord                              | Frankreich Aline Dole, Sylvette Innocenti, Ranya Kouadri                                                    | Thailand Viva Jarudacha, Wongden Somsakul, Valie Tanachaisittikul |
| 1992 | Lausanne, Schweiz      | Frankreich Aline Dole, Ranya Kouadri, Christine Virebayre                                      | Thailand Meesab Pairat, Somjitprasert Varaporn, Thongsri Thamakord                                          | Thailand Boonyom Chansong, Thongkam Peangree, Pheatchabat Tossapong |
| 1994 | Luxemburg, Luxemburg   | Frankreich Nathalie Gelin, Michèle Moulin, Sylvette Innocenti                                  | Kanada Charlotte Bernard, Sonia Coulomb, ?                                                                  | Madagaskar Hantarivah Randrianasoa, Annie-R. Rakotonniaina, Francine Randriantenaina                                                                                            |
| 1996 | Pori, Finnland         | Spanien Maria Paterna, Jeronima Ballesta, Catalina Mayol, Rosario Ines                         | Frankreich Nathalie Gelin, Sylvette Innocenti, Michèle Moulin, Christine Saunier                            | Madagaskar Volana Rajaona, Simone Ranorosoa, Bella Randiransolo, Minotiana Ravoja                                                                                               |
| 1998 | Stockholm, Schweden    | Spanien Jeronima Ballesta, Rosario Pastor, Catalina Mayol, Charo Ines                          | Frankreich Aline Dole, Ranya Kouadri, Angélique Papon, Peggy Milei                                          | Belgien Nancy Barzin, Fabienne Berdoyes, Linda Goblet, Claude Herin |
| 2000 | Hyères, Frankreich     | Belgien Fabienne Berdoyes, Nancy Barzin, Linda Goblet, Henriette Odenna                        | Dänemark Sonja Poulsen, Susanne Kramer, Lene Kaaberbel, Tine Hansen                                         | Spanien Maria-José Diaz, Yolanda Matarranz, Maria-José Perès, Marisa Ruiz |
| 2002 | La Tuque, Kanada       | Spanien Jeronima Ballesta, Maria Jose Diaz, Maria Jose Perez, Yolanda Matarranz                | Thailand Noknoi Youngcham, Mammad Waraporn, Thongsri Thamakord, Yanin Lertwisetkaew                         | Marokko Asmaa Bernoussi, Latifa Ouaba, Ouissai Khoubane, Hajar Fahmi |
| 2004 | Maspalomas, Spanien    | Thailand Thongsri Thamakord, Phantipha Wongchuvej, Nokaoi Youngcham, Boonyoum Karnsawaung      | Deutschland Daniela Thelen, Gudrun Deterding, Lara Eble, Annick Hess                                        | Israel Gali Shriki, Esther Rachmoni, Margalit Ossi, Sivan Siri Schweiz Corinne Althaus, Precscilia Mufale, Ludivine Maitre, Nathalie Poget-Rizzadi                              |
| 2006 | Grenoble, Frankreich   | Thailand Thongsri Thamakord, Phantipha Wongchuvej, Nokaoi Youngcham, Boonyoum Karnsawaung      | Tunesien Mouna Beji, Monia Sahal, Nadia Ben Abdessalem, Saoussen Belaid                                     | Frankreich Ranya Kouadri, Florence Schopp, Angélique Papon, Marie-Christine Virebayre Schweden Lotta Larsson, Emma Kohalmi, Matilda Bostrom, Jessica Johansson                  |
| 2008 | Samsun, Türkei         | Spanien Jeronima Ballesta, Yolanda Matarranz, Ines Rosario, Silvia Garces                      | Thailand Chuamung Sujittra, Janjira Hansuwan, Kannika Limwanich, Suphannee Wongsut                          | Frankreich Ranya Kouadri, Florence Schopp, Angélique Papon, Marie-Christine Virebayre Thailand Thongsri Thamakord, Phantipha Wongchuvej, Nokaoi Youngcham, Boonyoum Karnsawaung |
| 2009 | Suphan Buri, Thailand  | Thailand Thongsri Thamakord, Phantipha Wongchuvej, Suphannee Wongsut, Sansithon Jaichun        | Frankreich Anna Maillard, Audrey Bandiera, Angélique Papon, Marie-Christine Virebayre                       | Spanien Jeronima Ballesta, Yolanda Matarranz, Silvia Garces, Ines Rosario Vietnam Thuy Diem Phan, Anh Hong Phan, Truc Mai Nguyen, Thi Nguyen                                    |
| 2011 | Kemer, Türkei          | Tunesien Mouna Beji, Monia Sahal, Nadia Ben Abdessalem, Saoussen Belaid                        | Thailand Thongsri Thamakord, Phantipha Wongchuvej, Suphannee Wongsut, Sansithon Jaichun                     | Frankreich Ludivine d'Isidoro, Anna Maillard, Angélique Colombet-Papon, Marie-Christine Virebayre Spanien Ines Lizon, Yolanda Matarranz, Silvia Garces, Ines Rosario            |
| 2013 | Montauban, Frankreich  | Thailand Thongsri Thamakord, Phantipha Wongchuvej, Aumpawan Suwannaphruk, Nantawan Fueangsanit | Frankreich Ludivine d'Isidoro, Anna Maillard, Angélique Colombet-Papon, Marie-Christine Virebayre           | Kambodscha Leng Ke, Chantrea Oum, Sreymom Ouk, Sreya Un Kanada Manon Joyal, Marielle Rodrigue, Monique Daigle, Maryse Bergeron                                                  |
| 2015 | Bangkok, Thailand      | Spanien Ines Rosario, Yolanda Matarranz, Melanie Homar Mayol, Aurelia Blazquez                 | Thailand 1 Thongsri Thamakord, Phantipha Wongchuvej, Aumpawan Suwannaphruk, Nantawan Fueangsanit            | Thailand 2 Sunitra Phuangyoo, Nattaya Yoothong, Uraiwan Hiranwong, Sawitree Chaisena Vietnam Phong Phan Thanh, Phuoc Vu Le Hong, Duy Khang, Xuan Vo Tan                         |
| 2017 | Kaihua, China          | Frankreich Anna Maillard, Angélique Colombet-Papon, Charlotte Darodes, Caroline Bourriaud      | Madagaskar Hanta Francine Randriambahiny, Mirana Razafinakanga, Hasina Malalaharison, Lalatiana Nirinniaina | Italien Valentina Petulicchio, Vanessa Romeo, Jessica Rattenni, Serena Sacco Kambodscha Leng Ke, Sorakhim Sreng, Sreymom Ouk, Sreya Un                                          |
| 2019 | Phnom Penh, Kambodscha | Thailand Thongsri Thamakord, Phantipha Wongchuvej, Aumpawan Suwannaphruk, Nantawan Fueangsanit | Laos Bilivak Thepphakan, Chan Vongsavatch, Souliya Manivanh, Khoun Souksavat                                | Frankreich Anna Maillard, Audrey Bandiera, Sandrine Herlem, Daisy Frigara Kambodscha Leng Ke, Sovanna Keo, Sreymom Ouk, Sreya Un                                                |
| 2021 | Santa Susanna, Spanien | Thailand Thongsri Thamakord, Phantipha Wongchuvej, Aumpawan Suwannaphruk, Nantawan Fueangsanit | Frankreich Frankreich Cindy Peyrot, Emma Picard, Charlotte Darodes, Anna Maillard                           | Thailand Sunitra Phuangyoo, Wanwipa Dararat, Kallaya Cheerawan, Lalita Chiaochan Tunesien Mouna Beji, Asma Belli, Ahlem Sai Ep Ismail, Ahlem Hadj Hassen                        |
| 2023 | Bangkok, Thailand      | Vietnam Thi Anh Lan, Thi Thu Thao, Thie Diem Trang, Thi Kim Thanh                              | Thailand | Frankreich Thailand |

#### Medaillenspiegel Triplette
| Pl. | Land        | Gold | Silber | Bronze |
| --- | ----------- | ---- | ------ | ------ |
| 1   | Thailand    | 8    | 6      | 7      |
| 2   | Spanien     | 5    | 0      | 3      |
| 3   | Frankreich  | 3    | 6      | 5      |
| 4   | Tunesien    | 1    | 1      | 1      |
| 5   | Vietnam     | 1    | 0      | 2      |
| 6   | Belgien     | 1    | 0      | 1      |
| 7   | Kanada      | 0    | 1      | 2      |
| 7   | Madagaskar  | 0    | 1      | 2      |
| 9   | Schweden    | 0    | 1      | 1      |
| 10  | Deutschland | 0    | 1      | 0      |
| 10  | Dänemark    | 0    | 1      | 0      |
| 10  | Laos        | 0    | 1      | 0      |
| 13  | Kambodscha  | 0    | 0      | 2      |
| 14  | Italien     | 0    | 0      | 1      |
| 14  | Israel      | 0    | 0      | 1      |
| 14  | Marokko     | 0    | 0      | 1      |
| 14  | Schweiz     | 0    | 0      | 1      |

### Tir de précision

#### Ergebnisse Tir de précision
Daniela Thelen erreichte 2004 das Viertelfinale, verlor dies aber gegen die spätere Vizeweltmeisterin Maryse Bergeron (Kanada).
Muriel Hess holte 2013 die erste Tireur-Medaille für Deutschland. Sie erreichte das Halbfinale und gewann somit Bronze. Luzia Beil konnte 2017 diesen Erfolg wiederholen.
| Jahr | Austragungsort         | Gold                                     | Silber                        | Bronze                                                          |
| ---- | ---------------------- | ---------------------------------------- | ----------------------------- | --------------------------------------------------------------- |
| 2002 | La Tuque, Kanada       | Spanien Yolanda Mattaranz                | Schweden Eva Carlsson         | Kanada Maryse Bergeron Frankreich Cynthia Quennehen             |
| 2004 | Maspalomas, Spanien    | Thailand Thomgsri Thamakord              | Kanada Maryse Bergeron        | Spanien Rosario Inez Israel Margalit Ossi                       |
| 2006 | Grenoble, Frankreich   | Frankreich Angelique Papon               | Thailand Thomgsri Thamakord   | Vereinigtes Königreich Vanessa Webb Niederlande Karin Rudolfs   |
| 2008 | Samsun, Türkei         | Frankreich Angelique Papon               | Niederlande Karin Rudolfs     | Thailand Thomgsri Thamakord Tunesien Mouna Beji                 |
| 2009 | Suphan Buri, Thailand  | Frankreich Angelique Papon               | Spanien Ines Rosario          | Kanada Maryse Bergeron Thailand Phantipa Wongchuvej             |
| 2011 | Kemer, Türkei          | Madagaskar Hanta Francine Randriambahiny | Kanada Maryse Bergeron        | England Sarah Huntley Frankreich Angelique Papon                |
| 2013 | Montauban, Frankreich  | Kambodscha Keng Le                       | Tunesien Mouna Beji           | Deutschland Muriel Hess Madagaskar Josepha Randriamiandrisoa    |
| 2015 | Bangkok, Thailand      | Kambodscha Keng Le                       | Tunesien Mouna Beji           | Frankreich Audrey Bandiera Madagaskar Josepha Randriamiandrisoa |
| 2017 | Kaihua, China          | Kambodscha Keng Le                       | Thailand Phantipha Wongchuvej | Deutschland Luzia Beil Türkei Hilal Captulu                     |
| 2019 | Phnom Penh, Kambodscha | Kambodscha Keng Le                       | Laos Bilivak Thepphaka        | Myanmar Cherry Thet Khin Volksrepublik China Yan Jing Wang      |
| 2021 | Santa Susanna, Spanien | Kambodscha Sreymom Ouk                   | Thailand Thongsri Thamakord   | Norwegen Ranu Hommiam Frankreich Emma Picard                    |
| 2023 | Bangkok, Thailand      | Myanmar Cherry Thet Khin                 | Vietnam Thach Thi Anh Lan     | Thailand Kantaros Choochay Laos Theppakan Bovilak               |

#### Medaillenspiegel Tir de précision
| Pl. | Land                   | Gold | Silber | Bronze |
| --- | ---------------------- | ---- | ------ | ------ |
| 1   | Kambodscha             | 5    | 0      | 0      |
| 2   | Frankreich             | 3    | 0      | 4      |
| 3   | Thailand               | 1    | 3      | 3      |
| 4   | Spanien                | 1    | 1      | 1      |
| 5   | Madagaskar             | 1    | 0      | 2      |
| 6   | Myanmar                | 1    | 0      | 1      |
| 7   | Kanada                 | 0    | 2      | 2      |
| 8   | Tunesien               | 0    | 2      | 1      |
| 9   | Niederlande            | 0    | 1      | 1      |
| 9   | Laos                   | 0    | 1      | 1      |
| 11  | Vietnam                | 0    | 1      | 0      |
| 11  | Schweden               | 0    | 1      | 0      |
| 13  | Deutschland            | 0    | 0      | 2      |
| 14  | England                | 0    | 0      | 1      |
| 14  | Vereinigtes Königreich | 0    | 0      | 1      |
| 14  | Israel                 | 0    | 0      | 1      |
| 14  | Türkei                 | 0    | 0      | 1      |
| 14  | Volksrepublik China    | 0    | 0      | 1      |
| 14  | Norwegen               | 0    | 0      | 1      |

### Tête-à-tête

#### Ergebnisse Tête-à-tête
| Austragung | Jahr   | Austragungsort      | Gold                         | Silber                        | Bronze                                                           |
| ---------- | ------ | ------------------- | ---------------------------- | ----------------------------- | ---------------------------------------------------------------- |
| 1          | 2015 * | Nizza Frankreich    | Spanien Yolanda Matarranz    | Thailand Nantawan Fueangsanit | Schweden Jessica Johansson Belgien Camilla Max                   |
| 2          | 2017   | Gent Belgien        | Kambodscha Sreymom Ouk       | Tunesien Mouna Beji           | Frankreich Audrey Bandiera Thailand Phantipha Wongchuvej         |
| 3          | 2019   | Almeria Spanien     | Frankreich Charlotte Darodes | Thailand Phantipha Wongchuvej | Tunesien Mouna Beji Belgien Jessica Meskens                      |
| 4          | 2022   | Karlslunde Dänemark | Schweiz Sylviane Mètairon    | Norwegen Ranu Homnian         | Malaysia Mohd Asri Nur Ain Syuhada Thailand Phantipha Wongchuvej |
| 5          | 2023   | Cotonou Benin       | Tunesien Mouna Beji          | Algerien Gidgia Ait Idir      | Kambodscha Ouk Sreymom Frankreich Nelly Peyre                    |

- Anm.: Die WM 2015 war eine einmalige Einzelveranstaltung und nicht Bestandteil der „Sammel-WM“.

#### Medaillenspiegel Tête à tête
| Pl. | Land       | Gold | Silber | Bronze |
| --- | ---------- | ---- | ------ | ------ |
| 1   | Tunesien   | 1    | 1      | 1      |
| 2   | Frankreich | 1    | 0      | 2      |
| 3   | Kambodscha | 1    | 0      | 1      |
| 4   | Schweiz    | 1    | 0      | 0      |
| 4   | Spanien    | 1    | 0      | 0      |
| 6   | Thailand   | 0    | 2      | 2      |
| 7   | Norwegen   | 0    | 1      | 0      |
| 7   | Algerien   | 0    | 1      | 0      |
| 9   | Schweden   | 0    | 0      | 2      |
| 10  | Belgien    | 0    | 0      | 1      |
| 10  | Malaysia   | 0    | 0      | 1      |

### Doublette

#### Ergebnisse Doublette
| Austragung | Jahr | Austragungsort      | Gold                                                | Silber                                                   | Bronze                                                                                      |
| ---------- | ---- | ------------------- | --------------------------------------------------- | -------------------------------------------------------- | ------------------------------------------------------------------------------------------- |
| 1          | 2017 | Gent Belgien        | Thailand Phantipha Wongchuvej, Nantawan Fueangsanit | Belgien Camille Max, Nancy Barzin                        | Frankreich Angélique Colombet, Audrey Bandiera Spanien Rosario Inès, Melani Homar           |
| 2          | 2019 | Almeria Spanien     | Thailand Phantipha Wongchuvej, Nantawan Fueangsanit | Schweden Jessica Johansson, Matilda Boström              | Frankreich Angélique Colombet, Charlotte Darodes Kanada Maryse Bergeron, Kassandra Dufresne |
| 3          | 2022 | Karlslunde Dänemark | Spanien Aurelia Blasquez Ruiz, Sara Diaz Reyes      | Malaysia Nur Thahira Tasnim, Mohd Asri Nurul Ain Syuhada | Italien Vanessa Romeo, Valentina Petuliccio Deutschland Verena Gabe, Eileen Jenal           |
| 4          | 2023 | Cotonou Benin       | Thailand Nantawan Fuangsanit, Sunitra Phuangyoo     | Frankreich Nelly Peyre, Audrey Bandiera                  | Algerien Gidgia Aït Idir, Nadia Djiabri Spanien Aurelia Blasquez Ruiz, Sara Diaz Reyes      |

#### Medaillenspiegel Doublette
| Pl. | Land        | Gold | Silber | Bronze |
| --- | ----------- | ---- | ------ | ------ |
| 1   | Thailand    | 3    | 0      | 0      |
| 2   | Spanien     | 1    | 0      | 2      |
| 3   | Frankreich  | 0    | 1      | 2      |
| 4   | Belgien     | 0    | 1      | 0      |
| 4   | Schweden    | 0    | 1      | 0      |
| 4   | Malaysia    | 0    | 1      | 0      |
| 7   | Kanada      | 0    | 0      | 1      |
| 7   | Italien     | 0    | 0      | 1      |
| 7   | Deutschland | 0    | 0      | 1      |
| 7   | Algerien    | 0    | 0      | 1      |

## Mixte

### Ergebnisse Doublette Mixte
| Ausgabe | Jahr | Austragungsort      | Gold                                               | Silber                                                | Bronze                                                                                       |
| ------- | ---- | ------------------- | -------------------------------------------------- | ----------------------------------------------------- | -------------------------------------------------------------------------------------------- |
| 1       | 2017 | Gent Belgien        | Tunesien Majdi Hammami, Asma Belli                 | Kambodscha Bora Nhem, Sorakhim Sreng                  | Malaysia Syed Akmal Fikri, Nur Thahira Tasnim Kanada Jean-Michel Derlincourt, Sonia Coulombe |
| 2       | 2019 | Almeria Spanien     | Thailand Sarawut Sriboonpeng, Nantawan Fueangsanit | Frankreich Philippe Suchaud, Angélique Colombet-Papon | Belgien Joël Marchandise, Nancy Barzin Monaco Eric Motté, Anne-Della Pietra                  |
| 3       | 2022 | Karlslunde Dänemark | Thailand Sarawut Sriboonpeng, Nantawan Fueangsanit | Spanien Janvier Cardeñas Villaver, Sara Díaz Reyes    | Monaco Vincent Ferrandez, Caroline Godard Dänemark Anders Erlandsen, Katrine Junge Olsen     |
| 4       | 2023 | Cotonou Benin       | Benin Laïma Sambo, Marcel Gbetable                 | Frankreich Audrey Bandiera, Dylan Rocher              | Burkina Faso Alliance Ramde, Nestor Zorome Thailand Nantawan Fuangsanit, Sarawut Sriboonpeng |

### Medaillenspiegel Mixte
| Pl. | Land         | Gold | Silber | Bronze |
| --- | ------------ | ---- | ------ | ------ |
| 1   | Thailand     | 2    | 0      | 1      |
| 2   | Tunesien     | 1    | 0      | 0      |
| 2   | Benin        | 1    | 0      | 0      |
| 4   | Frankreich   | 0    | 2      | 0      |
| 5   | Kambodscha   | 0    | 1      | 0      |
| 5   | Spanien      | 0    | 1      | 0      |
| 7   | Monaco       | 0    | 0      | 2      |
| 8   | Malaysia     | 0    | 0      | 1      |
| 8   | Kanada       | 0    | 0      | 1      |
| 8   | Belgien      | 0    | 0      | 1      |
| 8   | Dänemark     | 0    | 0      | 1      |
| 8   | Burkina Faso | 0    | 0      | 1      |

## Jugend (U18)
Bei den Jugendweltmeisterschaften am 18./19. September 1993 in Dar-el-Beida (Casablanca), Marokko wurden Tobias Jakel, Marco Marggrander, Michael Friese und Andreas Mahnert Vizeweltmeister. „Team Deutschland setzte sich im Viertelfinale gegen Algerien mit 13:9 durch, im Halbfinale besiegte man Thailand mit 13:11 und stand im Finale, das mit 0:15 gegen Belgien (William Vanwetswinkel, Frederic Constant, Cedric Mourdre, William Vanderbiest) verloren ging. Die Vorrunde hatten die jungen Deutschen mit einem zweiten Platz hinter Gastgeber Marokko in einem Sechserpoule beenden können (7-13 gegen Marokko, 13-9 gegen Spanien, 13-9 gegen Dänemark, 13-9 gegen die Schweiz und 13-12 gegen Portugal).“
Einen 5. Platz belegten Dominique Tsuroupa, Tobias Müller, Sascha von Pless und Daniel Sester bei WM Jugend 2001 in Lons le Saunier, Frankreich.
2010 gewannen Tehina Anania, Moritz Leibelt, Manuel Strokosch und Simon Striegel Silber im türkischen Kemer. Wie schon beim Vizeweltmeistertitel 1993 bekam das deutsche Team im Finale eine „Fanny“. Gegner Thailand gewann 13:0. Da Strokosch im Tir de precisión dazu noch Bronze gewann, war dies die bisher erfolgreichste WM für den DPV überhaupt.

### Triplette

#### Ergebnisse Triplette
| Jahr | Austragungsort              | Gold | Silber | Bronze |
| ---- | --------------------------- | --- | --- | --- |
| 1987 | Hasselt, Belgien            | Frankreich Fabrice Kelle, Laurent Remiatte, Christophe Bonin, Christophe Marchand                                         | Algerien Rachid Belaid, Yassine Selhaoui, Yazid Triaki, Zinedine Bechenoune                                                                                   | Tunesien Soufiane Landoulsi, Adel Mouine, Moëz Hammani, Sami Hemdani                                                                                                |
| 1989 | Tunis, Tunesien             | Frankreich Frank Ferrazola, Marian Barthelemy, Armand Dumanois, Dominique Roig-Pons                                       | Belgien Joël Marchandise, Jean-François Hemon, Olivier Bavay, Eric Lagneaux                                                                                   | Madagaskar Jean-Claude Rasendrarivo, Jean-Christian Rakotoniriva, Alain-François Andrianarivelo                                                                     |
| 1991 | Malmö, Schweden             | Belgien William Vanderbiest, Laurent Mommens, Laurent Labye, Eric Lagneaux                                                | Thailand Parinya Punnapirom, Sirichai Sirinam, Somkuan Tangsri, Kaew Incha                                                                                    | Algerien |
| 1993 | Casablanca, Marokko         | Belgien William Vanwetswinkel, Frederic Constant, Cedric Mourdre, William Vanderbiest                                     | Deutschland Tobias Jakel (BC Edingen-Neckarhausen), Marco Marggrander (BC Eggenstein), Michael Friese (BBC Singen), Andreas Mahnert (BC Saarbrücken-Eschberg) | Thailand Tiva Jantarangkul, Kitti Sapsat, Jeeradet Kantiwanit |
| 1995 | Saragossa, Spanien          | Spanien Eduardo Reina, Francisco Amoros, Joaquin Romero, Francisco Javier Rodriguez                                       | Spanien Daniel Cañamares, Borja Delgado, Joaquín Medina, Manuel Fernandez                                                                                     | Schweden Kristoffer Eriksson, Petrus Berggren, Björn Ivarsson, Bo-Göran Jacobsson                                                                                   |
| 1997 | Genf, Schweiz               | Spanien Raul Lao Fernandez, Joaqin Medina Sanchez, David Corrales Camara, Ruben Martinez Macia                            | Thailand Vinit Jarupanichkul, Pravet Panya, Samran Ketnak, Pongsak Sapyen                                                                                     | Tunesien H. Mezzi, A. Brinus, H. Chelly, M. Souai |
| 1999 | Phuket, Thailand            | Frankreich Ludovic Labrue, Alexandre Ruffo, Romain Scultore, Nicolas Taviand                                              | Schweiz Marc Tessari, Michael Salamin, Gary Von Bergen, Guillen Dayer                                                                                         | Finnland Tero Haapanen, Aleksi Leskinen, Tuomas Leskinen, Kimmo Rantanen                                                                                            |
| 2001 | Lons-le-Saunier, Frankreich | Belgien Jérémy Pardoen, Julien Goblet, Renaat Borre, Robin Henderyckx                                                     | Schweden Tonny Van Houten, Jimmy Van Houten, Edward Karp, Patrik Norén                                                                                        | Spanien Antonio Cifuentes, Sergio Heredia, Sergio Fernandez, Javier Hidalgo                                                                                         |
| 2003 | Brünn, Tschechien           | Madagaskar MSitraka Andriamampiadana, Lahatra Randriamanantany, Zoël Alhenj Tonitsihoarana, Rinah Mahefa Andriamampiadana | Algerien Sofiane Boukhobza, Mohamed Talha, Mohamed Merezi | Spanien Jesús Perez, Rubén Gonzales, Sergio Munoz, Javier Hidalgo                                                                                                   |
| 2005 | Longueuil, Kanada           | Frankreich Kévin Malbec, Tony Perret, Dylan Rocher, Angy Savin                                                            | Spanien Oscar Alberola, Abel Fernandez, Julian Sergio Munoz, José Fernando Perez                                                                              | Estland Margus Berkmann, Sten Olmre, Rainer Vaga Tunesien Aminie Ayarie, Achraf Ben Khalifa, Sadok Ezzi, Taieb Larbi                                                |
| 2007 | Suwa, Japan                 | Frankreich Mathias Camacaris, Dylan Rocher, Angy Savin, Logan Clere                                                       | Spanien Lorenzo Mendez, Juan Carlos Sogorb, Christian Medina, Juan Amer                                                                                       | Italien Diego Rizzi, Alessio Farina, Alessandro Parola, Mattia Chiapello Französisch-Polynesien Mya Tuaiva Vickson, Gaston de Paea, Tetuanui Toriki, Souday Heinui  |
| 2009 | Monastir, Tunesien          | Italien Alessandro Basso, Alessio Farino, Diego Rizzi, Gian Rattenni                                                      | Frankreich Vianney Moureaux-Fontan, Kenny Champigneuil, Jérémy Sans, Gaëtan Blazczak                                                                          | Spanien Pedro Garcia, Juan Carlos Sogorb, Javier Caballero, Francisco Bernabé Marokko Soufiane Belahsen, Benhmidouch, Souabni, El Berdichi                          |
| 2011 | Kemer, Türkei               | Thailand Naret Aiangetuen, Kiatkong Tanong, Tanyawadee Tiplay, Sutima Taleepuech                                          | Deutschland Simon Striegel, Tehina Anania, Manuel Strokosch, Moritz Leibelt                                                                                   | Frankreich Julien Renault, Pierrick Caillot, Maxime Drouillet, Logan Amourette Tunesien Oussama Mohseni, Jamil Ben Khalil, Mohamed Amine Chaabane, Hichem Bourguiba |
| 2013 | Montauban, Frankreich       | Thailand Thanakorn Sangkaew, Tanyawadee Tiplay, Sutima Taleepuech, Nonthawat Somnun                                       | Madagaskar Dino Razafimanantsoa, Judicaël Anjaraniaina Ratianarison, Fabrice Radofason, Fitahiana Randrianatoandro                                            | Frankreich Dylan Djoukitch, Joe Ziegler, Guillaume Magier, Corentin Larivère Thailand Nipat Kanadnid, Titiphong Pasaom, Waranya Homchuen, Kanlayanee Lachiaangkhong |
| 2015 | Bangkok, Thailand           | Frankreich Vincent Azevedo, Dylan Djoukitch, David Doerr, Joseph Molinas                                                  | Madagaskar Dino Razafimahatratra, Judicaël Anjaraniaina Ratianarison, Nosoavina Rakotamavo, Daniel Rakotondraibe                                              | Laos Chanthana Soulideth, Phetvaly Soulideth, Khamlex Xayaseng, Chanthana Mahavong Thailand Pasom Titiphong, Nonsawang Songsit, Maleenet Natthanon, Sinderm Sompart |
| 2017 | Kaihua, China               | Madagaskar Fitahiana Andriamanda, Fifaliana Tendry, Jean-François Rakotodrainibe, April Anjarasoa Ravohitrarivo           | Frankreich Théo Ballière, Maxime Charrier, Jérémy Gelin, Adrien Delahaye                                                                                      | Frankreich Axel Belloy, Dawson Dubois, Benoit Monros, Marius Baloge Belgien Tristan Alexandre, Marvyn Andries, Charly Ghyssels, Nicky Kockx                         |
| 2019 | Phnom Penh, Kambodscha      | Frankreich Joe Casale, Flavien Sauvage, Jacques Dubois, Jordan Scholl                                                     | Laos Latphakdy Phim, Phanthaly Pino, Vannachon Sisom, Homsombath South                                                                                        | Thailand Peempod Rinkeaw, Piya Saartaiam, Vudti Semsayan, Raychata Khamdee Spanien Ismael Vazquez, José Rivero, Raul Tabera, Raul Martinez                          |
| 2021 | Santa Susanna, Spanien      | Frankreich Dorian Lauga Lauret, Maxime Fleuriau, Jordan Bonnaure, Andssy Hut                                              | Madagaskar Hasina Manampisoa Rajerisoa, Hery Mampandry Rakotomalala, Herizo Mahandry Rakotomalala, Faneva Ramanandraitsiory                                   | Niederlande Elise Nuijten, Kim van Gellekom, Michelle de Blij, Luca Kok Frankreich Bastien Hyvon, Dawson Miclo, Nathan Boutard, Titouan Olivier                     |
| 2023 | Bangkok, Thailand           | Thailand P. Thanawan, T. Phubes, M. Panuwat, A. Saharat                                                                   | Frankreich | Frankreich Marokko |

#### Medaillenspiegel Triplette
| Pl. | Land                   | Gold | Silber | Bronze |
| --- | ---------------------- | ---- | ------ | ------ |
| 1   | Frankreich             | 8    | 3      | 5      |
| 2   | Thailand               | 3    | 2      | 4      |
| 3   | Belgien                | 3    | 1      | 1      |
| 4   | Spanien                | 2    | 3      | 4      |
| 5   | Madagaskar             | 2    | 3      | 1      |
| 6   | Italien                | 1    | 0      | 1      |
| 7   | Algerien               | 0    | 2      | 1      |
| 8   | Deutschland            | 0    | 2      | 0      |
| 9   | Schweden               | 0    | 1      | 1      |
| 9   | Laos                   | 0    | 1      | 1      |
| 11  | Schweiz                | 0    | 1      | 0      |
| 12  | Tunesien               | 0    | 0      | 4      |
| 13  | Marokko                | 0    | 0      | 2      |
| 14  | Estland                | 0    | 0      | 1      |
| 14  | Finnland               | 0    | 0      | 1      |
| 14  | Niederlande            | 0    | 0      | 1      |
| 14  | Französisch-Polynesien | 0    | 0      | 1      |

### Tir de précision

#### Ergebnisse Tir de précision
Dominique Tsouroupa wurde 2001 Vierter. Seine 38 Punkte im Viertelfinale, er unterlag im einmalig ausgetragenen Spiel um Platz 3.
Manuel Strokosch gewann 2011 in der Türkei Bronze. Erst im Halbfinale scheiterte er am späteren Sieger Diego Rizzi aus Italien.
Temur Kurbanov gewann 2015 Silber und schaffte damit den größten Erfolg eines deutschen Spielers bei einer Weltmeisterschaft im Tir de Precisión.
| Jahr | Austragungsort              | Gold                                | Silber                     | Bronze                                                   |
| ---- | --------------------------- | ----------------------------------- | -------------------------- | -------------------------------------------------------- |
| 2001 | Lons-le-Saunier, Frankreich | Dänemark Johni Chortsen             | Belgien Jeremy Pardoen     | Spanien Sergio Fernandez                                 |
| 2003 | Brünn, Tschechien           | Belgien Cedric Roquet               | Italien Simon Salto        | Polen Jędrzej Śliż Tunesien Heithem Sellami              |
| 2005 | Longueuil, Kanada           | Frankreich Kevin Malbec             | Spanien Oscar Alberola     | Belgien Julien Chardon Italien Fabrizio Bottero          |
| 2007 | Suwa, Japan                 | Thailand Sarayoot Kaewpudpong       | Spanien Lorenzo Mendez     | Frankreich Dylan Rocher Schweden Jessica Johansson       |
| 2009 | Monastir, Tunesien          | Thailand Sarayoot Kaewpudpong       | Belgien Alexandre Dylan    | Italien Diego Rizzi Madagaskar Mahefa Randrianarison     |
| 2011 | Kemer, Türkei               | Italien Diego Rizzi                 | Belgien Logan Baton        | Deutschland Manuel Strokosch Singapur Zhi Ming Cheng     |
| 2013 | Montauban, Frankreich       | Thailand Thanakorn Sangkaew         | Spanien Miguel Trujillo    | Frankreich Guillaume Magier Türkei Ahmet Musa            |
| 2015 | Bangkok, Thailand           | Madagaskar Judichael Ratianarison   | Deutschland Temur Kurbanov | Monaco Jose Reviere Thailand Titiphom Pasong             |
| 2017 | Kaihua, China               | Frankreich Théo Ballière            | Marokko Hicham Boulassal   | Thailand Kanasak Doninchai Belgien Tristan Alexandre     |
| 2019 | Phnom Penh, Kambodscha      | Thailand Peempod Rinkeaw            | Monaco Jean-Philippe Buche | Frankreich Joe Casale Madagaskar Iarotia Rakotoarivelina |
| 2021 | Santa Susanna, Spanien      | Madagaskar Faneva Ramanandraitsiory | Polen Blazey Twardowski    | Frankreich Dawson Miclo Spanien Iván Escacho Alarcón     |
| 2023 | Bangkok, Thailand           | Thailand Saharat Aramrod            | Italien Michele Ferrero    | Spanien Marin Aaron Gonzalez Tschechien Dan Geisler      |

#### Medaillenspiegel Tir de précision
| Pl. | Land        | Gold | Silber | Bronze |
| --- | ----------- | ---- | ------ | ------ |
| 1   | Thailand    | 5    | 0      | 2      |
| 2   | Frankreich  | 2    | 0      | 4      |
| 3   | Madagaskar  | 2    | 0      | 2      |
| 4   | Belgien     | 1    | 3      | 2      |
| 5   | Italien     | 1    | 2      | 2      |
| 6   | Dänemark    | 1    | 0      | 0      |
| 7   | Spanien     | 0    | 3      | 3      |
| 8   | Deutschland | 0    | 1      | 1      |
| 8   | Monaco      | 0    | 1      | 1      |
| 8   | Polen       | 0    | 1      | 1      |
| 10  | Marokko     | 0    | 1      | 0      |
| 11  | Singapur    | 0    | 0      | 1      |
| 11  | Schweden    | 0    | 0      | 1      |
| 11  | Tunesien    | 0    | 0      | 1      |
| 11  | Türkei      | 0    | 0      | 1      |
| 11  | Tschechien  | 0    | 0      | 1      |